# Aron Tiranul
Aron Emanuel Tiranul (français: « le Tyran »), fut prince de Moldavie de 1591 à 1592 et de 1592 à 1595. En principauté de Moldavie la monarchie était élective, comme en Pologne, Transylvanie et Valachie voisines, et le prince (voïvode, hospodar ou domnitor selon les époques et les sources) était élu par (et le plus souvent parmi) les boyards : pour être nommé, régner et se maintenir, il s'appuyait sur différents partis de boyards et sur les puissances voisines, habsbourgeoise, polonaise, russe ou ottomane, dont il achetait le soutien.

## Biographie
C'est un fils illégitime de Alexandru IV Lăpușneanu ; il devient prince de Moldavie de septembre 1591 à juin 1592, est détrôné par Alexandru  cel Rău et Pierre VI Cazacul mais reprend le trône du 18 septembre 1592 au 24 avril 1595, date à laquelle il doit s'enfuir devant Ștefan Răzvan. Il est emprisonné en mai 1595 en Transylvanie où il meurt en juin 1597.
Aron Emanuel est inhumé dans la Cathédrale catholique d'Alba Iulia mais sa tombe a été détruite par les Hongrois de l'armée de Giorgio Basta le 20 septembre 1600 après leur victoire de Mirăslău. Pendant son règne Aron Voda avait fait des donations importantes  à  l' Église Saint-Nicolas de Brașov et fondée le Monastère Aroneanu près de Iași, dans un village qui porte aujourd'hui son nom: Aroneanu.

## Union et postérité
Il avait épousé Stanca Cantacuzène, fille d'Andronic Cantacuzène dont il eut un fils :
- Marcou, tué le 23 octobre 1619.

## Note
1. ↑  Le candidat au trône devait ensuite "amortir" ses "investissements" par sa part sur les taxes et impôts, verser en outre le tribut aux Ottomans, et s'enrichir néanmoins. Pour cela, un règne d'au moins un an était nécessaire, mais la "concurrence" était rude, certains souverains ne parvenaient pas à se maintenir assez longtemps sur le trône, et devaient ré-essayer. Cela explique la brièveté de beaucoup de règnes, les règnes interrompus et repris, et parfois les règnes à plusieurs (co-princes). En fait, le gouvernement était assuré par le Mare Vornic (premier ministre), ses ministres (spatar-armée, vistiernic-finances, paharnic-économie, logofat-intérieur... approximativement) et par le Sfat domnesc (conseil des boyards).
Concernant le tribut aux Turcs, le fait que jusqu'en 1859 les principautés de Moldavie et de Valachie se soient reconnues vassales de la « Sublime Porte » ottomane ne signifie pas, comme le montrent par erreur beaucoup de cartes historiques, qu'elles soient devenues des provinces turques et des pays musulmans. Seuls certains territoires moldaves et valaques sont devenus ottomans : en 1422 la Dobrogée au sud des bouches du Danube, en 1484 la Bessarabie alors dénommée Boudjak, au nord des bouches du Danube (ce nom ne désignait alors que les rives du Danube et de la mer Noire), en 1538 les rayas de Brăila alors dénommée Ibrahil et de Tighina alors dénommée Bender, et en 1713 la raya de Hotin. Le reste des principautés de Valachie et Moldavie (y compris la Moldavie entre Dniestr et Prut qui sera appelée Bessarabie en 1812, lors de l'annexion russe) ont conservé leurs propres lois, leur religion orthodoxe, leurs boyards, princes, ministres, armées et autonomie politique (au point de se dresser plus d'une fois contre le Sultan ottoman). Les erreurs cartographiques et historiques sont dues à l'ignorance ou à des simplifications réductrices. Voir Gilles Veinstein et Mihnea Berindei : L'Empire ottoman et les pays roumains, EHESS, Paris, 1987.